# Satyrium coriifolium
Satyrium coriifolium är en orkidéart som beskrevs av Olof Swartz. Satyrium coriifolium ingår i släktet Satyrium och familjen orkidéer. Inga underarter finns listade i Catalogue of Life.

## Bildgalleri

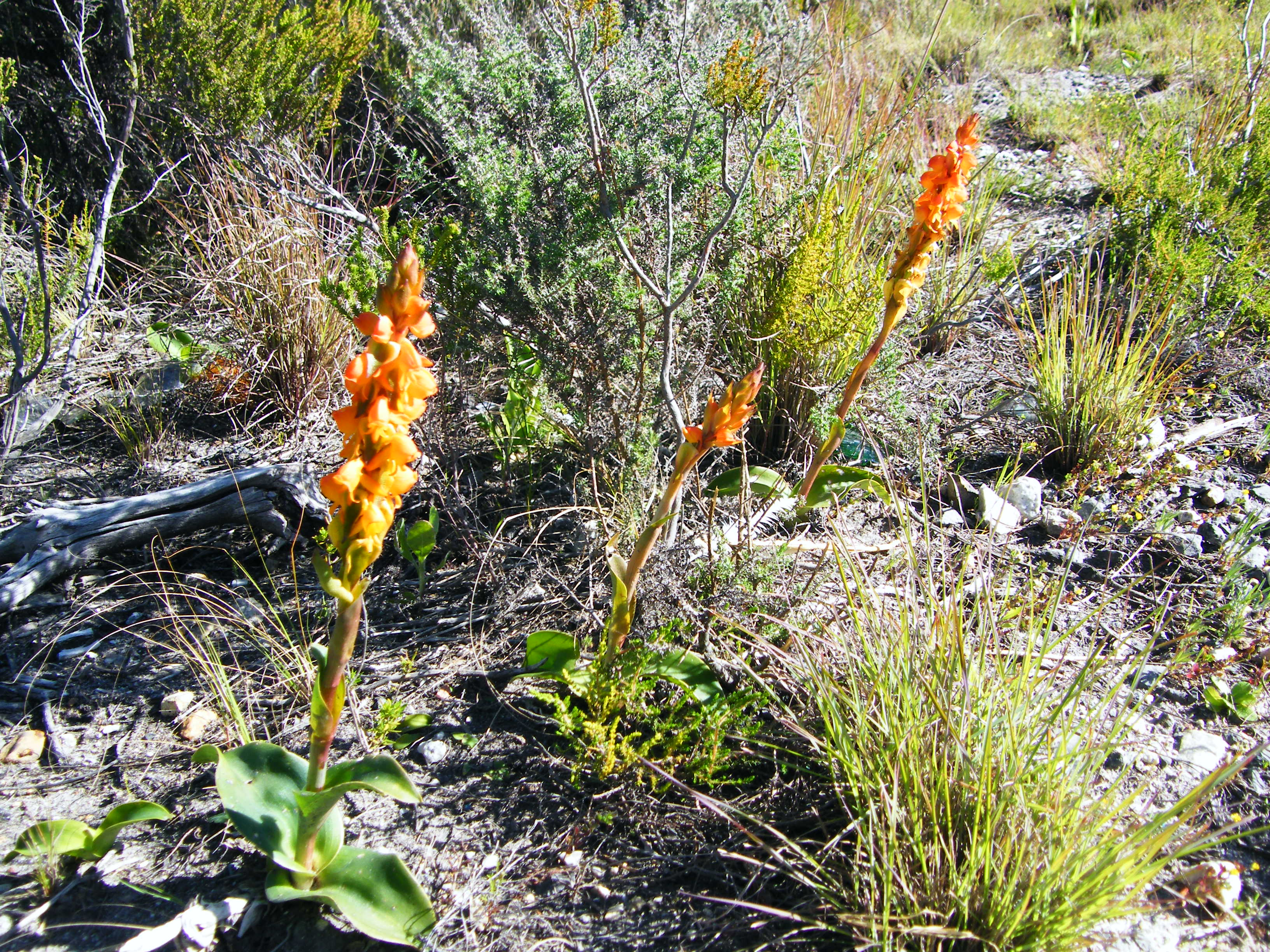
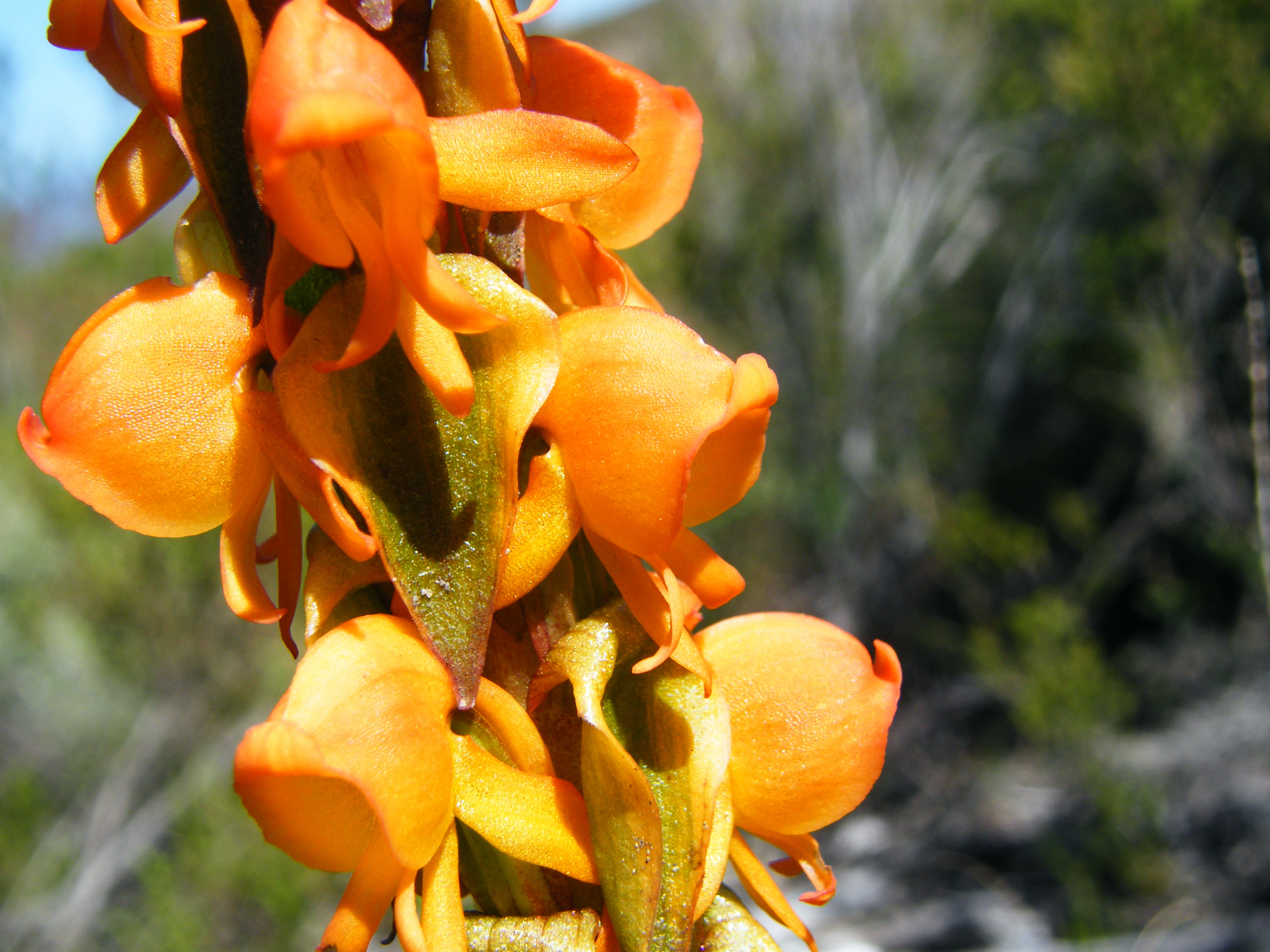
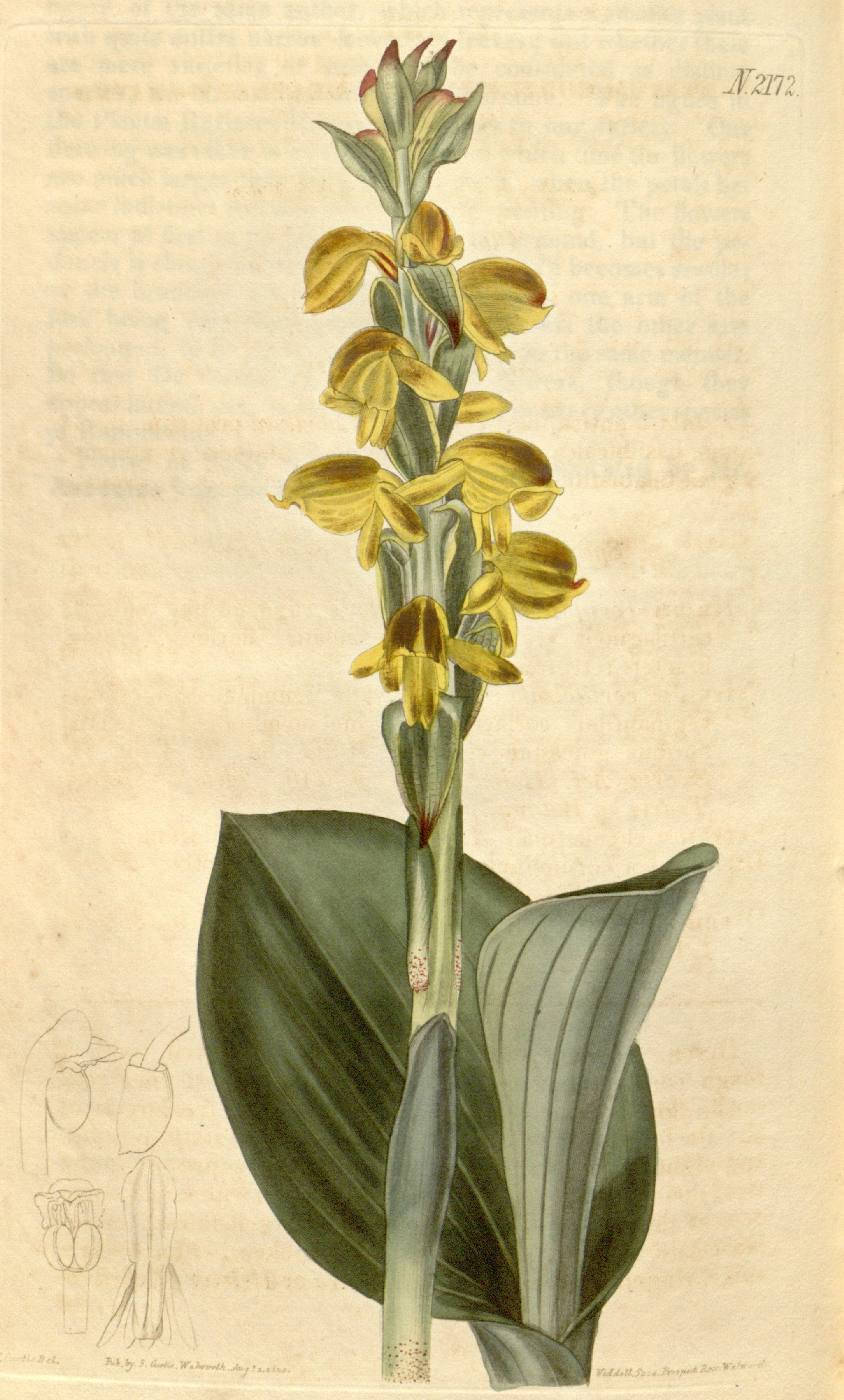
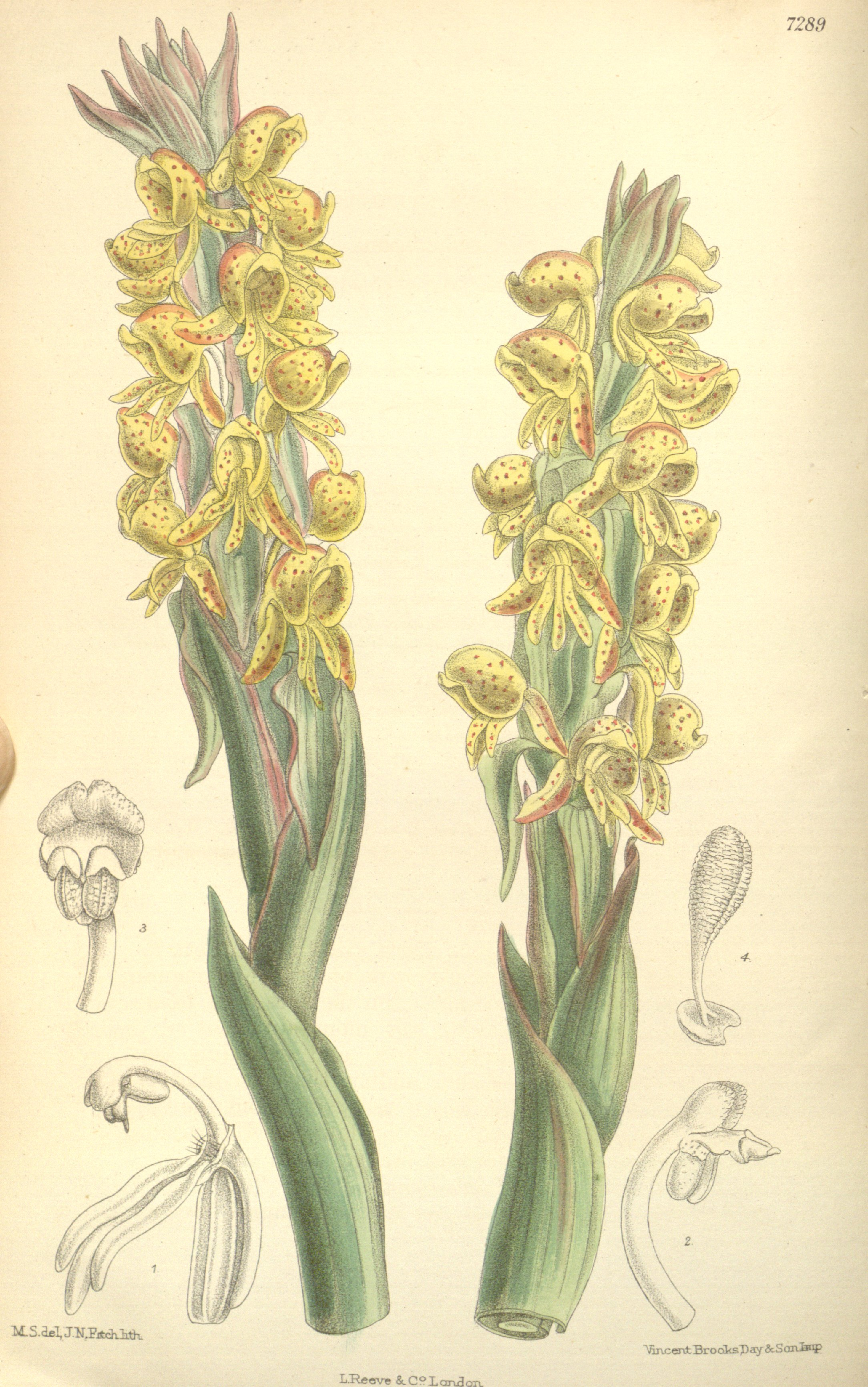